# Mar de Joló
El mar de Joló (en joloano: Dagat sin Sūg; en antiqueño: Dagat kg Sulu; en malayo: Laut Sulu; en tagalo: Dagat ng Sulu) es uno de los mares interiores del archipiélago malayo, un extenso mar que forma parte del océano Pacífico, ubicado entre el archipiélago de las islas Filipinas y Malasia. Administrativamente, sus aguas y costas pertenecen a esos dos países.
La pesca en el mar de Joló es una industria vital que sustenta tanto a las comunidades locales como a las economías regionales. Sin embargo, las presiones de la sobrepesca, las prácticas ilegales y la degradación ambiental presentan desafíos importantes. 

## Geografía
El mar de Joló tiene como límites:
- al noroeste, la isla de La Paragua, que le separa del mar de la China Meridional, con el que comunica a través de los estrechos de Mindoro y de Balábac;[3]

- al sureste, el archipiélago de Joló, que le separa del mar de Célebes;[4]

- al suroeste, la isla de Borneo;

- al noreste, el archipiélago de las Bisayas, que le separa de los mares de Bisayas, Tayabas y Bohol.

En el mar de Joló se encuentran numerosas islas: las islas de Cuyo y Cagayán de Joló, que forman parte de la provincia de La Paragua; Cagayán de Tawi-Tawi y las Turtle Islands (Islas Tortuga) son parte de la provincia de Tawi-Tawi. En este mar también se localiza el Parque Marino Nacional Tubbataha Reef, que ha sido declarado Patrimonio de la Humanidad.

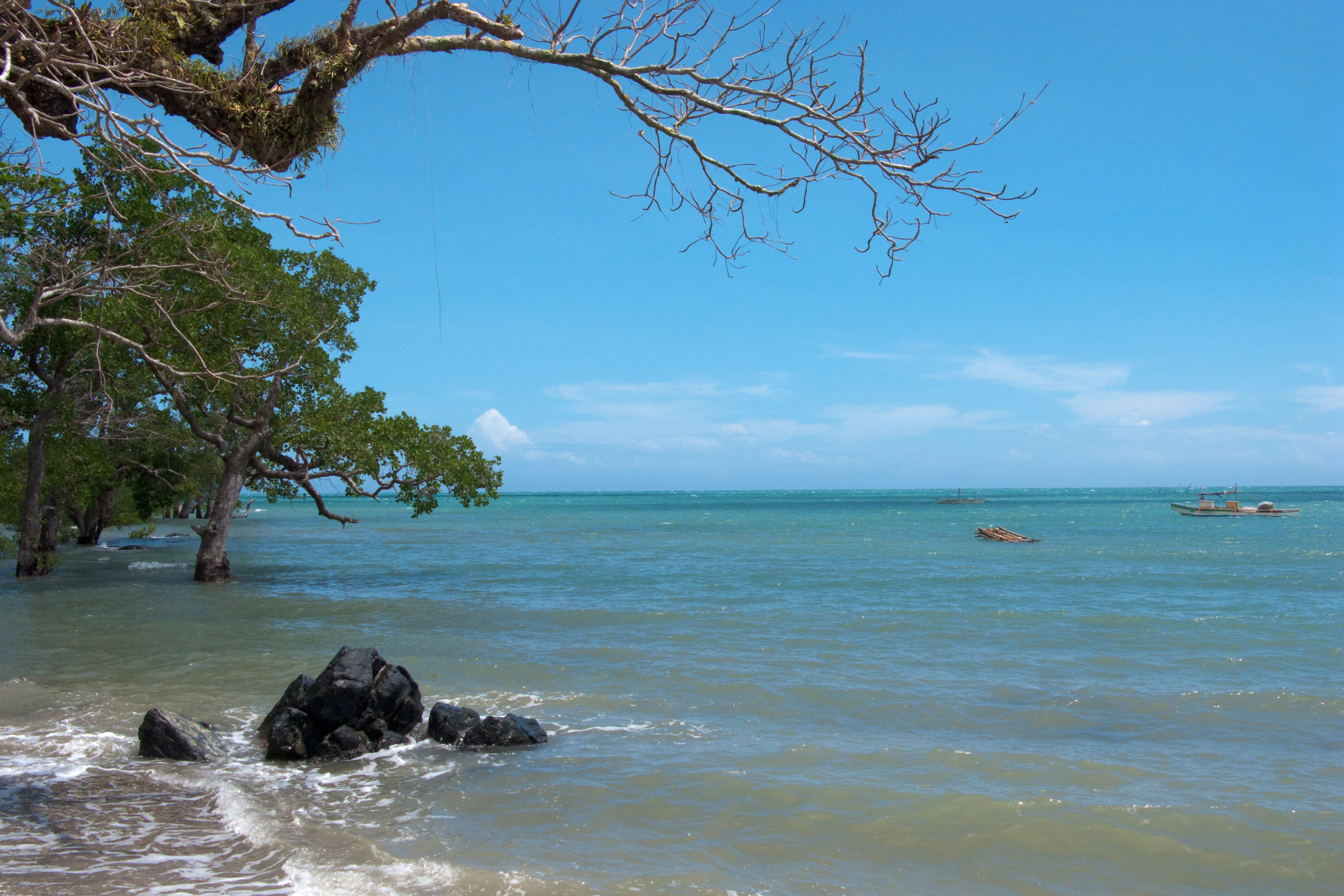
Vista del mar de Joló (desde La Paragua)

La parte sur de este mar es una cuenca profunda, que remonta en una larga pendiente hacia la barrera de La Paragua. Por el fondo discurre una cordillera oceánica que se extiende paralela a la isla de La Paragua y al archipiélago de Joló y de la que surgen formaciones geológicas de atolones oceánicos y plataformas de arrecifes. Los arrecifes presentan un terreno submarino que gradualmente va inclinándose y con paredes verticales de hasta 1000 metros de altura.
Políticamente, la provincia de Joló consiste en más de 400 islas dispersas y casi deshabitadas, extendiéndose desde la Zamboanga hasta la isla de Borneo. Las islas dentro de este mar conforman el archipiélago de Joló, la parte más meridional del archipiélago de las islas Filipinas, y dividen el mar de Joló y el mar de Célebes. 
Las regiones cercanas al mar son abundantes en recursos madereros, pero la industria más importante es la pesquera, sobre todo la del en pepino de mar, además de otros peces de todo tipo, perlas y especies de tortugas marinas que ahora se encuentran en peligro de extinción.

## Clima

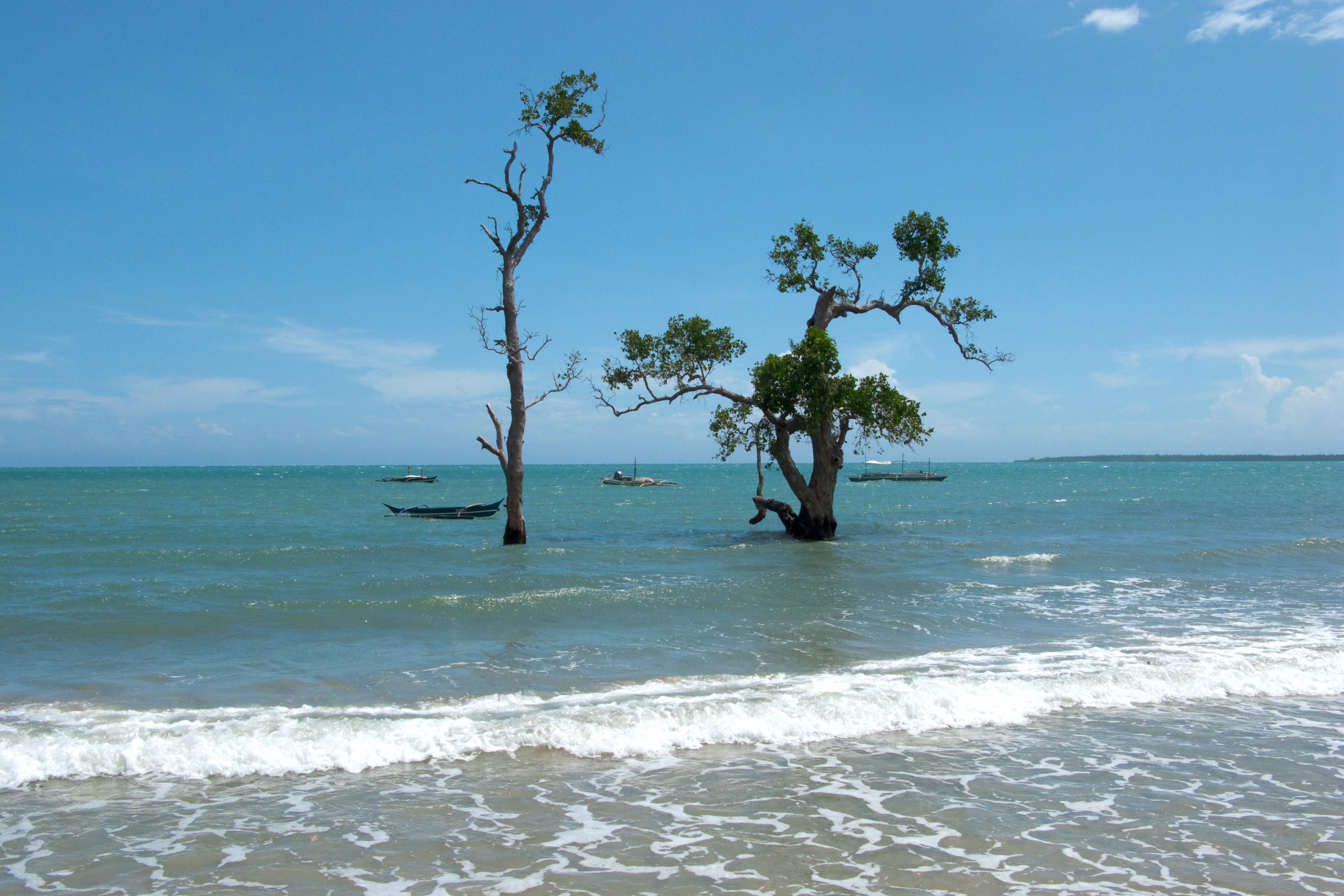
Vista del mar de Joló desde Palawan.

El clima en el mar de Joló está influenciado por las temporadas de monzones. Estos son el monzón del suroeste —de junio a octubre— y el monzón del noreste —de diciembre a junio—. La temperatura media anual oscila entre los 26 °C y los 27 °C. Febrero suele ser el mes más frío, mientras que de mayo a agosto se registran las temperaturas más altas, con una humedad relativa de 86 %. De enero a abril es el periodo de sequía, en el que se registra una media mensual de precipitaciones de solamente 7 a 9 milímetros.

## Ecología
En el suroeste del mar de Joló se encuentra la isla de Cagayán de Tawi-Tawi y el archipiélago de las Islas Tortuga, que alberga zonas de reproducción de especial valor ecológico para la tortuga verde (Chelonia mydas) y la tortuga carey (Eretmochelys imbricata). Los vientos monzónicos cambiantes solo crean un estrecho margen de tiempo desde mediados de marzo hasta principios de junio durante el cual se puede navegar y bucear con seguridad en el mar de Joló. Los puntos de partida suelen ser Puerto Princesa en Palawan, la ciudad de Zamboanga en Mindanao o Bongao.

## Delimitación de la IHO
La máxima autoridad internacional en materia de delimitación de mares a efectos de navegación marítima, la Organización Hidrográfica Internacional («International Hydrographic Organization, IHO), considera el mar de Joló un mar. En su publicación de referencia mundial, Limits of oceans and seas (Límites de océanos y mares, 3ª edición de 1953), le asigna el número de identificación 48a, dentro del archipiélago de las Indias Orientales y lo define de la forma siguiente:

En el noroeste.
De Tanjong Sampanmangio, la punta norte de Borneo, a lo largo del límite oriental del mar Meridional de China (49) hasta el cabo de Calavite, el punto noroeste de Mindoro.
En el noreste.
La costa suroeste de Mindoro hasta punta Buruncan, su extremo sur, y desde allí a través de una línea a través de las islas Semirara y KaIuya hasta punta Nasog (11°53'N, 121°53'E), el extremo noroeste de Panay, a lo largo de la costa oeste y sureste de esta isla hasta la isla Tagubanhan (11°08'N, 123°07'E), y desde allí una línea hasta el extremo norte de Negros y descendiendo la costa oeste a punta Siaton, su extremo sur, y desde allí a través de punta Tagolo (8°44'N, 123 ° 22' E), Mindanao.
En el sureste.
De punta Tagolo, descenciendo la costa occidental de Mindanao hasta el extremo suroeste y desde allí a la costa norte de la isla Basilan (6°45'N, 122°04'E), a través de esta isla hasta su extremo sur, y desde allí una línea a la isla Bitinan (6°04'N, 121°27'E) aguas afuera del extremo oriental de la isla de Jolo, a través de Jolo, a un punto en longitud 121°04'E en su costa sur, y desde allí a través de las islas Tapul y Lugus y a lo largo de la costa norte de la isla de Tawitawi hasta la isla Bongao, aguas afuera de su extremo occidental (5°01'N, 119°45'E), y desde allí a Tanjong Labian, el extremo noreste de Borneo.
En el suroeste.
La costa norte de Borneo entre Tanjong Labian y Tanjong Sampanmangio.
Limits of oceans and seas, pág. 24.

## Países ribereños
- Filipinas
- Malasia

## Pesca
La pesca en el mar de Joló es una actividad económica significativa, ya que sustenta a millones de personas en Filipinas y Malasia que dependen de sus recursos para su sustento. Esta área, ubicada entre las islas más al sur de Filipinas y la costa norte de Borneo, es conocida por su rica biodiversidad, lo que la convierte en un lugar clave tanto para la pesca artesanal de pequeña escala como para las operaciones comerciales más grandes. El mar de Joló forma parte del Triángulo de Coral, una zona considerada el centro global de la biodiversidad marina, que alberga una gran variedad de especies, incluidos peces, crustáceos y moluscos.

### Especies en el mar de Joló
El mar de Joló es hogar de una amplia variedad de especies marinas, tanto comerciales como ecológicamente significativas. Los diversos ecosistemas marinos, que incluyen arrecifes de coral, praderas de pastos marinos y aguas profundas, proporcionan hábitats para más de 2,000 especies de peces. Las especies clave que se pescan en el mar de Joló incluyen atún, mero, pargo, caballa y varias especies de sardinas y anchovetas. El atún, particularmente el atún de aleta amarilla, es una de las especies más codiciadas, tanto para el consumo local como para los mercados internacionales. Estos peces son muy valorados en los mercados globales, especialmente en Japón, donde el atún es un componente importante de la industria del sushi y el sashimi.
Además de los peces, el mar de Joló también es rico en invertebrados, como camarones, calamares y pepinos de mar. La región es una fuente importante tanto de camarones capturados en el mar como de camarones de cultivo, siendo ambos componentes vitales de la industria pesquera. Los moluscos, incluidos los mejillones, las ostras y el abulón, también son significativos tanto para la alimentación como para el comercio. El mar de Joló alberga algunos de los arrecifes de coral más biodiversos del mundo, y estos ecosistemas sustentan una variedad de vida marina crucial para la salud general del entorno oceánico.

### Métodos de pesca
La pesca en el mar de Joló adopta diversas formas, que van desde métodos artesanales tradicionales hasta técnicas industriales más modernas. La pesca artesanal o de pequeña escala es prevalente en la región, con pescadores que utilizan herramientas simples como líneas de mano, redes, trampas y embarcaciones tradicionales llamadas "bangkas". Estos métodos, a menudo transmitidos de generación en generación, son fundamentales para la pesca de subsistencia. Los pescadores artesanales generalmente se enfocan en especies como peces de arrecife, pelágicos pequeños y mariscos, a menudo pescando cerca de los arrecifes de coral y en las áreas costeras poco profundas.
La pesca comercial en el mar de Joló implica embarcaciones más grandes y equipos más sofisticados, como redes de cerco, palangres y redes de arrastre. Las redes de cerco son particularmente comunes en la pesca del atún, donde grandes cardúmenes de atún son rodeados por una red y elevados a bordo del barco. El palangre se utiliza comúnmente para pescar especies de peces de aguas profundas, como el atún y el pez espada, mientras que las redes de arrastre se emplean generalmente para capturar camarones y peces más pequeños. Con el paso de los años, la pesca industrial ha crecido considerablemente, lo que ha generado una presión creciente sobre los recursos marinos de la región.
El uso de pesca con dinamita y cianuro también ha sido un problema grave en el mar de Joló. Estas prácticas ilegales y altamente destructivas, a menudo empleadas por pescadores de pequeña escala que buscan obtener mayores capturas, han conducido a la degradación de los arrecifes de coral y a una disminución significativa de las poblaciones de peces. A pesar de los esfuerzos por frenar estas prácticas, siguen siendo un desafío para la pesca sostenible.

### Volúmenes de captura
Los volúmenes de captura de peces en el mar de Joló han experimentado fluctuaciones significativas en los últimos años debido a una combinación de factores, incluyendo la sobrepesca, la degradación ambiental y las actividades pesqueras ilegales. La sobrepesca ha sido un problema persistente, con las poblaciones de peces agotándose más rápido de lo que pueden repoblarse. Las poblaciones de atún, en particular, han mostrado signos de declive, en parte debido a la pesca ilegal, no registrada y no reglamentada (INDNR), que es muy común en la región. Un informe de 2020 del Centro de Desarrollo de Pesca del Sudeste Asiático (SEAFDEC) indicó que las poblaciones de atún en el mar de Joló han disminuido hasta en un 30% en las últimas décadas.
La Oficina de Pesca y Recursos Acuáticos de Filipinas (BFAR) informó que Filipinas, particularmente la región alrededor del mar de Sulu, es un importante contribuyente a la industria global del atún. En 2018, Filipinas capturó alrededor de 350,000 toneladas métricas de atún, siendo el mar de Sulu y las aguas circundantes importantes zonas de pesca. Según la Comisión de Pesca del Pacífico Occidental y Central (WCPFC), que gestiona las pesquerías de atún, la producción de atún de Filipinas ha experimentado una disminución de aproximadamente 30% en las últimas dos décadas debido a la sobrepesca y a las actividades de pesca ilegal, no registrada y no reglamentada (INDNR).
El Centro de Desarrollo de Pesca del Sudeste Asiático (SEAFDEC) indicó que la captura total de camarones en Filipinas, particularmente en las aguas que rodean el mar de Sulu, fue de aproximadamente 75,000 toneladas métricas en 2017. Esta cifra representa una disminución significativa en comparación con años anteriores, debido en gran parte a la sobrepesca y la pérdida de hábitats, especialmente por la deforestación de manglares. Las pesquerías de camarones también han experimentado una disminución en los volúmenes de captura debido a la sobrepesca y la destrucción de hábitats, particularmente en el caso de las pesquerías de camarones arrastrados. La expansión de la acuicultura de camarones, aunque ofrece beneficios económicos, también ha contribuido al daño ambiental, con la tala de manglares para dar paso a estanques de camarones, lo que provoca la pérdida de ecosistemas costeros vitales.
En respuesta a la disminución de las poblaciones de peces, tanto Filipinas como Malasia han implementado diversas medidas de manejo pesquero, como vedas de pesca, cuotas y la creación de áreas marinas protegidas (AMP). Si bien estas medidas han tenido algunos efectos positivos, la aplicación sigue siendo un desafío, y la salud general de los ecosistemas marinos de la región sigue siendo una preocupación.

### Consideraciones ambientales y socioeconómicas
La industria pesquera en el mar de Joló no solo es un motor económico, sino también una piedra angular cultural para las comunidades locales. Muchas aldeas costeras de la región dependen en gran medida de la pesca para su supervivencia, siendo los mariscos un alimento básico en la dieta local y una fuente primaria de ingresos. Sin embargo, la sostenibilidad a largo plazo de esta industria está en riesgo debido a la sobreexplotación de los recursos marinos.
La degradación ambiental, como la destrucción de los arrecifes de coral y la pérdida de hábitats críticos como los manglares y las praderas de pastos marinos, representa una amenaza significativa para los medios de vida de los pescadores locales. Estos ecosistemas proporcionan áreas esenciales de cría y crianza para muchas especies comerciales importantes. A medida que estos hábitats se degradan, las poblaciones de peces se ven afectadas, lo que a su vez impacta la disponibilidad de alimentos e ingresos para las comunidades locales.
Es crucial promover prácticas de pesca sostenible, mejorar la gestión pesquera e incrementar la conservación marina para asegurar el futuro de la pesca en el mar de Joló. Las iniciativas de colaboración entre Filipinas y Malasia, así como organizaciones internacionales, son fundamentales para garantizar la salud a largo plazo de esta región ecológicamente importante.